# 68-я улица — Хантер-колледж (линия Лексингтон-авеню, Ай-ар-ти)
|   |   |   |   |
| · | · | · | · |

|   |   |   |   |
| · | · | · | · |

«68-я улица — Хантер-колледж» (англ. 68th Street–Hunter College) — станция Нью-Йоркского метрополитена, расположенная на линии Лексингтон-авеню, Ай-ар-ти.  На станции останавливаются маршруты: 4 (ночью), 6 (круглосуточно) и <6> (в будни днём в пиковом направлении). Экспресс-пути, проходящие под станцией, используются маршрутами 4 (круглосуточно, кроме ночи) и 5 (круглосуточно, кроме ночи). Она представлена двумя боковыми платформами, обслуживающими два пути.
Станция была открыта 17 июля 1918 года, как часть продления линии под Лексингтон-авеню на север в сторону Бронкса. Рядом со станцией расположен Хантерский колледж. Она обслуживает только локальные пути.

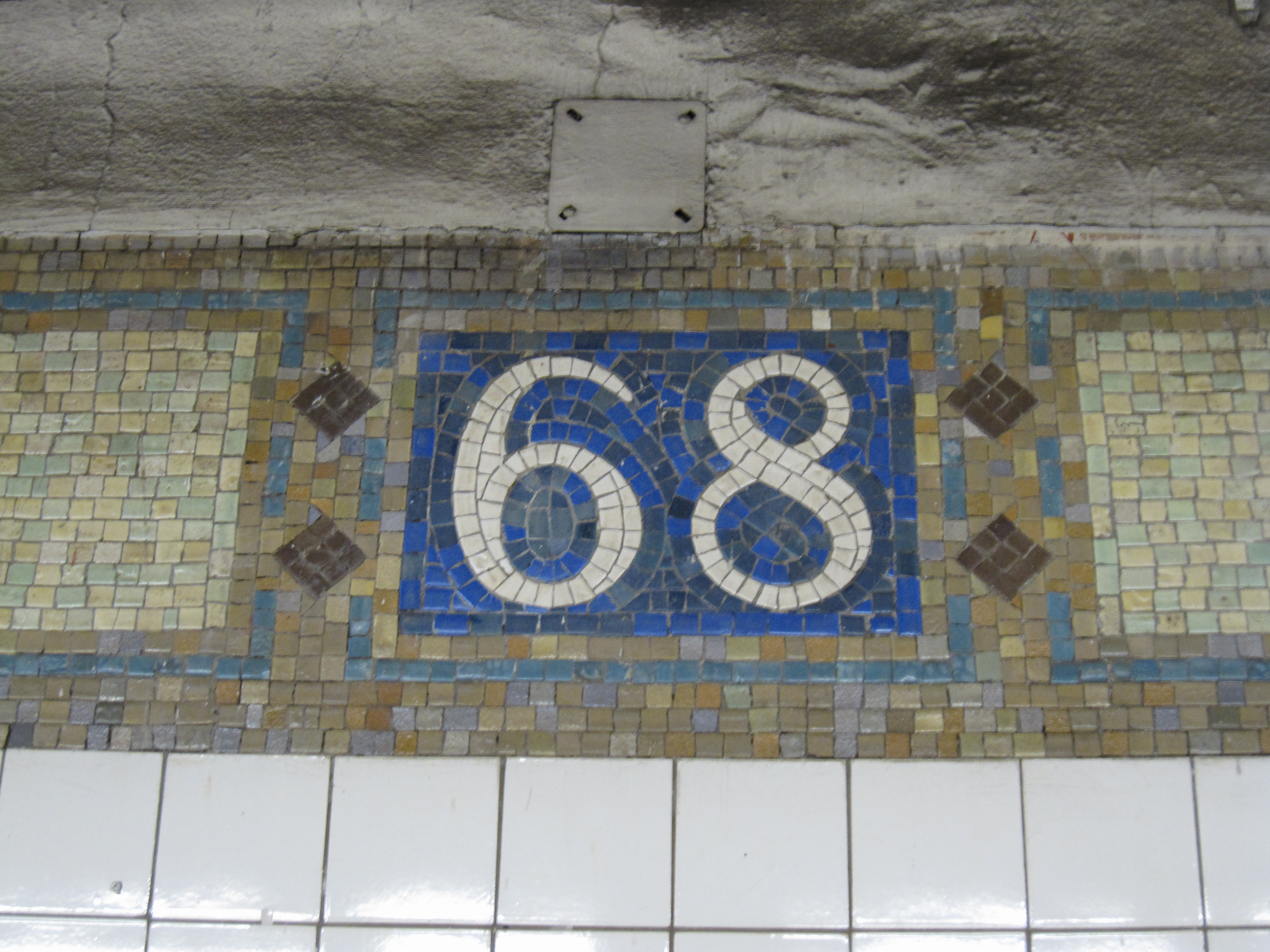
Мозаика с числом "68"
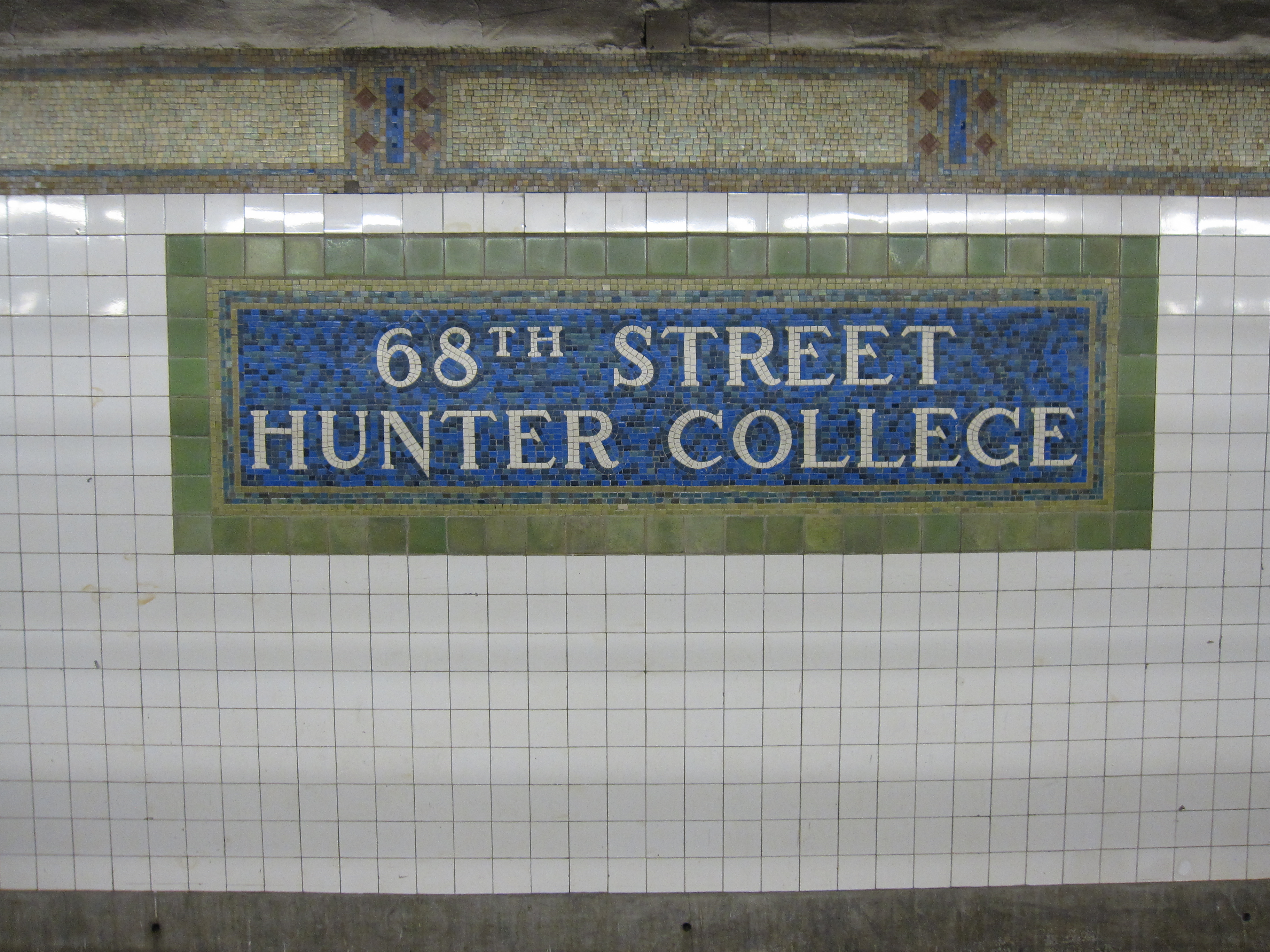
Именная мозаика